# Ganoderma weberianum
Ganoderma weberianum är en svampart som först beskrevs av Bres. & Henn. ex Sacc., och fick sitt nu gällande namn av Steyaert 1972. Ganoderma weberianum ingår i släktet Ganoderma och familjen Ganodermataceae.   Inga underarter finns listade i Catalogue of Life.